# Ioana Serban
Ioana Serban (* 31. August 1981 in Bukarest) ist eine rumänisch-deutsche Physikerin und Hochschullehrerin. Sie ist Professorin für Ingenieurmathematik und Physik an der Fachhochschule Wedel.

## Leben und Werk
Serban studierte von 2000 bis 2001 am Polytechnischen Institut in Bukarest an der Fakultät für Elektronik und Telekommunikation und legte 2002 ihr Vordiplom mit Auszeichnung ab. Danach war sie SOCRATES/ERASMUS Studentin an der Freien Universität Berlin im Fachbereich Physik und erhielt 2004 das Diplom mit Auszeichnung. Sie promovierte 2008 in Physik an der Ludwig-Maximilians-Universität München und war danach Postdoctoral Research Fellow am Institute of Quantum Computing der University of Waterloo und am Lorentz Institute an der Leiden University. Bis 2015 arbeitete sie als Softwareentwickler und Projektmanagerin und wurde dann Professorin an der Fachhochschule Wedel. Aktuell ist Serban an der Ostbayerischen Technischen Hochschule Regensburg (OTH) an der Fakultät Angewandte Natur- und Kulturwissenschaften tätig.

## Auszeichnungen (Auswahl)
- 2000: 3. Preis bei der Nationalen Physik Olympiade Rumäniens
- 2001: Stipendium der European Physical Society
- 2004: DAAD-Preis für hervorragende Leistungen ausländischer Studierender
- 2005:  Physik-Studienpreis der Wilhelm und Else Heraeus-Stiftung

## Publikationen
- I. Serban and F. K. Wilhelm: "Dynamical Tunneling in Macroscopic Systems" Phys. Rev. Lett. 99, 137001 (2007)
- I. Serban, E. Solano, F. K. Wilhelm: "Phase-space theory for dispersive detectors of superconducting qubits", submitted to Phys. Rev. B., under review.
- P. Rebentrost, I. Serban, T. Schulte-Herbrueggen, F.K. Wilhelm: "Optimal control of a qubit coupled to a two-level fluctuator", submitted to Phys. Rev. Lett., under review.
- I. Serban, E. Solano, F.K. Wilhelm: "Phase Purcell Effect and the Crossover to Strong Coupling in Dispersive Circuit QED", submitted to Europhys. Lett., under review.
- I. Serban, J. Werschnik, and E. K. U. Gross: "Optimal control of time-dependent Targets", Phys. Rev. A 71, 053810 (2005).